# Formazioni comuniste combattenti
Le Formazioni comuniste combattenti (FCC) furono un'organizzazione armata di estrema sinistra nata dall'unione tra Operai Armati Comunisti, Brigate Comuniste e Senza tregua, ed alcuni fuoriusciti della rivista Rosso già ricercati per la strage di Argelato.
Nate in seguito all'uscita dalle Brigate Rosse di Corrado Alunni nel giugno del 1977, talvolta operarono congiuntamente con l'organizzazione denominata Prima Linea; dalla loro unione nacquero le Squadre armate proletarie.

## Principali attività criminali

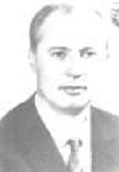
Carmine De Rosa, ex carabiniere assassinato

La prima azione criminale fu l'omicidio di un ex carabiniere, di nome Carmine De Rosa, che era Capo della sicurezza dello stabilimento Fiat a Cassino e il ferimento di Giuseppe Porta, responsabile dei servizi di sorveglianza del centro-sud della Fiat, rivendicando l'attentato con la sigla «Operai armati per il comunismo». 
In seguito a questo omicidio la nascente Prima Linea decide di fare un comando unificato di gruppi comunisti guerriglieri che compiono un attacco di sabotaggio all'Alfasud di Pomigliano d'Arco, per poi passare all'uccisione del procuratore capo della Repubblica di Frosinone Fedele Calvosa, dell'autista Luciano Rossi e dell'agente di scorta Giuseppe Pagliei l'8 novembre 1978, a Patrica (FR). Dopo questi omicidi decisero di unirsi a Prima Linea da cui nacquero le Squadre armate proletarie.